# Келер бира
Келер бира (на немски: Kellerbier, от немски: keller – „изба“), известна и с наименованието Бира от изба, е традиционна немска бира, която произхожда от района на Франкония, Северна Бавария, където все още е любима напитка в местните бирарии.

## Характеристика
В буквален превод „избена бира“, това е лагер бира с долна ферментация, светла, нефилтрирана и непастьоризирана, със силен аромат на хмел и съдържание на алкохол от около 5 – 5,3 об.%. Обикновено има кехлибарен цвят с червеникав оттенък, който се дължи на добавянето на карамелизирани малцове (мюнхенски малц). Бирата е леко мътна, слабо газирана и почти не образува пяна, тъй като отлежава в дървени бъчви, което позволява отделянето на въглеродния двуокис. Обикновено се предлага направо от бъчва и се сервира традиционно в керамични, а не в стъклени чаши. Повечето келер бири се предлагат наливни и само локално в бирариите във Франкония, но за по-далечни пазари няколко пивоварни предлагат този вид бира и в бутилки и кегове, обикновено леко филтрирана и изкуствено газирана.

## Търговски марки
По-известни търговски марки са: St. Georgen Bräu Keller Bier, Griess Kellerbier, Göller Kellerbier, Eichbaum Kellerbier, Kulmbacher Kellerbier, Monchshof Kellerbier, Schweinfurt Kellerbier, Norbertus Kellerbier, Hacker-Pschorr Kellerbier, Engel Keller hell.

## Разновидности
- Цвикел бира (на немски: Zwickelbier): от „Zwickel“ – „клин или кран за вземане на проби“, който се монтира на външната страна на бъчвата или съда, в който отлежава бирата, за вземане на проби за проследяване процеса на ферментацията на пивото. По същество Zwickelbier е разновидност на Kellerbier, но се отличава с по-слабо алкохолно съдържание – обикновено под 5 об.% и с по-слабо изразен хмелен аромат. Цвикел бирата също е продукт на малките занаятчийски и домашни пивоварни на Франкония. Рядко се изнася в други германски провинции и държави. Цвикел бирата също е нефилтрирана и непастьоризирана, но поради различия в технологията на отлежаване е по-газирана и образува пяна при изливане в чаша. Докато келер бирата отлежава по няколко месеца, цвикел бирата се сервира веднага след приключване на ферментацията. Цвикел бирата се прави с по-малко хмел (киселините в хмела служат като консервант) и поради това има по-кратък срок на годност, което е основната причина, поради която не се доставя до отдалечени пазари. Типични представители на този подстил са Göller Zwickel, Gänstaller-Bräu (Drei Kronen) Zwickelbier, Kanone Zwickl, Maxlrainer Zwickl Max.

- Цойгел бира (на немски: Zoiglbier): от „zoigl“, което на местния франконски жаргон означава „знак“. В домашните франконски пивоварни, zoigl е шестолъчна синьо-бяла звезда, оформена от два триъгълника, подобна на звездата на Давид. Звездата се правела от дървени летви, като в центъра се поставял силует на бирена чаша или борово клонче. През 13-и и 14 век всеки баварски земевладелец в региона на север от река Дунав автоматично придобивал правото да вари бира, като за средновековните бюргери и фермери поставянето на zoigl пред вратите било сигурен знак, че домашното пиво е готово и покана за съседите да го пробват. Единият триъгълник на zoigl символизирал трите „елемента“, участващи в пивоварството: огън, вода и въздух, а другият символизирал трите „съставки“, използвани в пивоварния процес: малц, хмел и вода. Действието на дрождите все още не било открито през Средновековието. Цойгел бирата е разновидност на келер бирата, но е направена от по-силно изпечен малц, което придава на бирата малко по-тъмен, наситено кехлибарен цвят. Цойгел е по-малко охмелен и с по-ниско алкохолно съдържание – обикновено под 5 об.%. Днес цойгел се вари изключително с благородни сортове хмел от долината Халертау. Подобно на келер бирата, цойгел е нефилтрирана, непастьоризирана и слабо газирана, но, за разлика от келер, отлежава само няколко седмици преди да се сервира. Поначало не се продава извън Бавария. Няколко пивоварни в днешно време предлагат цойгел в бутилки и кегове, в който случай бирата леко се газира. Типични представители на този подстил са Kommunalbrauhaus Neuhaus Lingl Zoigl, Kommunalbrauhaus Neuhaus Bahler Zoigl, Kommunbrauhaus Windischeschenbach Posterer Zoigl, Kommunbrauhaus Windischeschenbach Weisser Schwan Zoigl, Gänstaller-Bräu Golden Smoked Zoigl.